# نويفورن
نويفورن (بالألمانية: Neunforn) هي إحدى بلديات مقاطعة فراونفيلد في كانتون تورغاو في سويسرا. تبلغ مساحتها 11.36 كيلومتر مربع، ويقدر عدد سكانها بـ 963 نسمة (حسب تعداد ديسمبر 2015).

## معرض صور

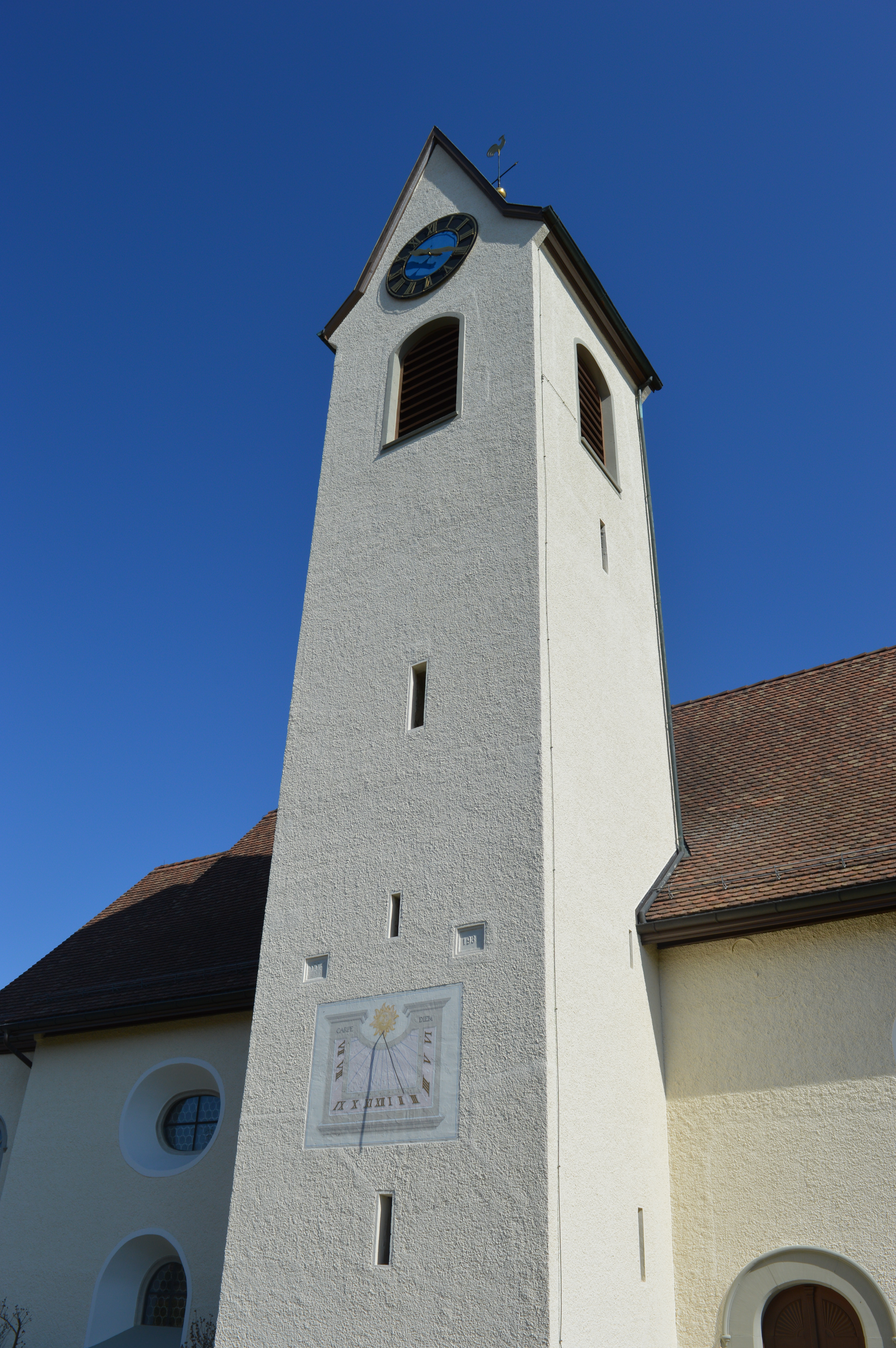
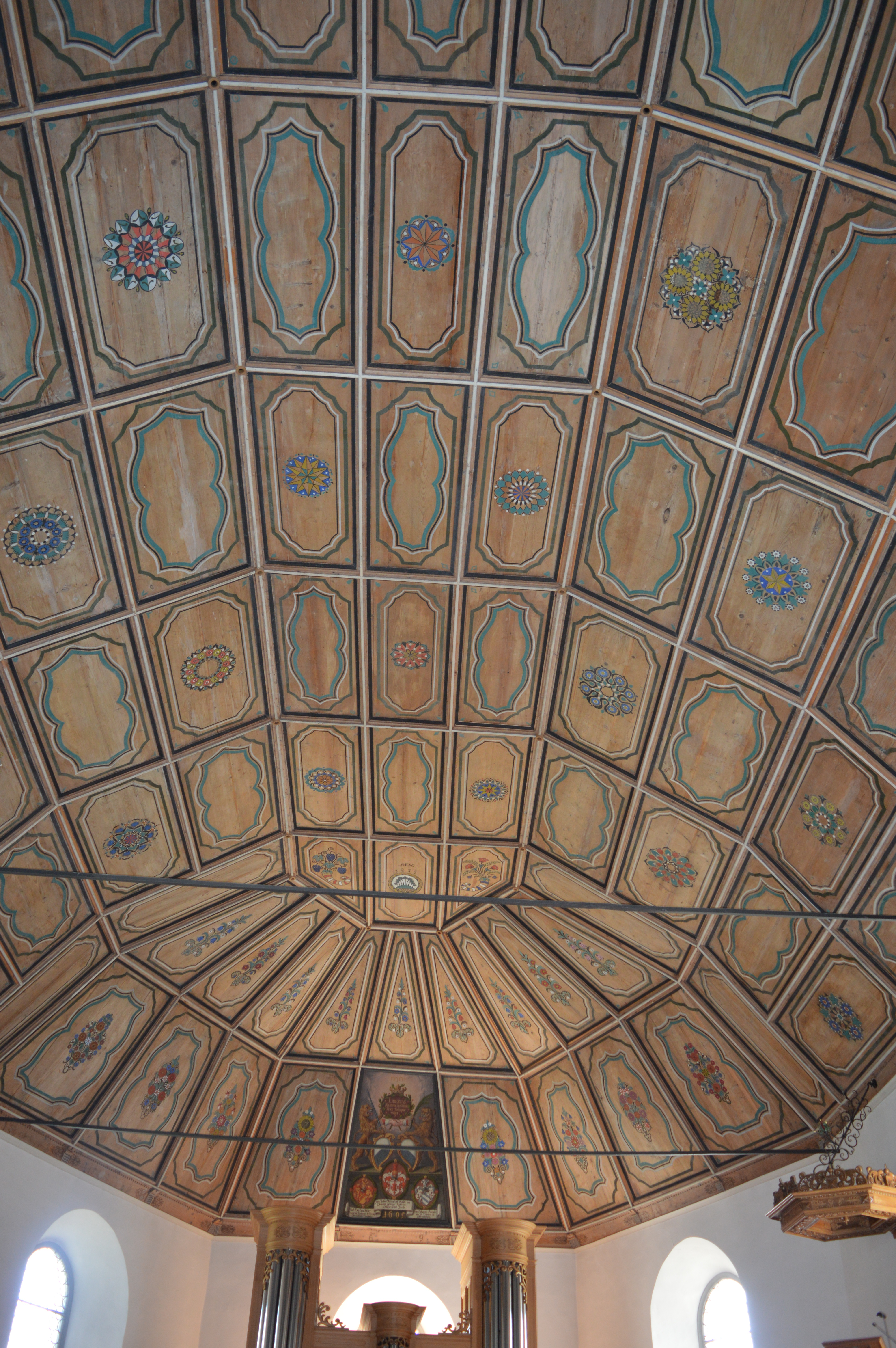
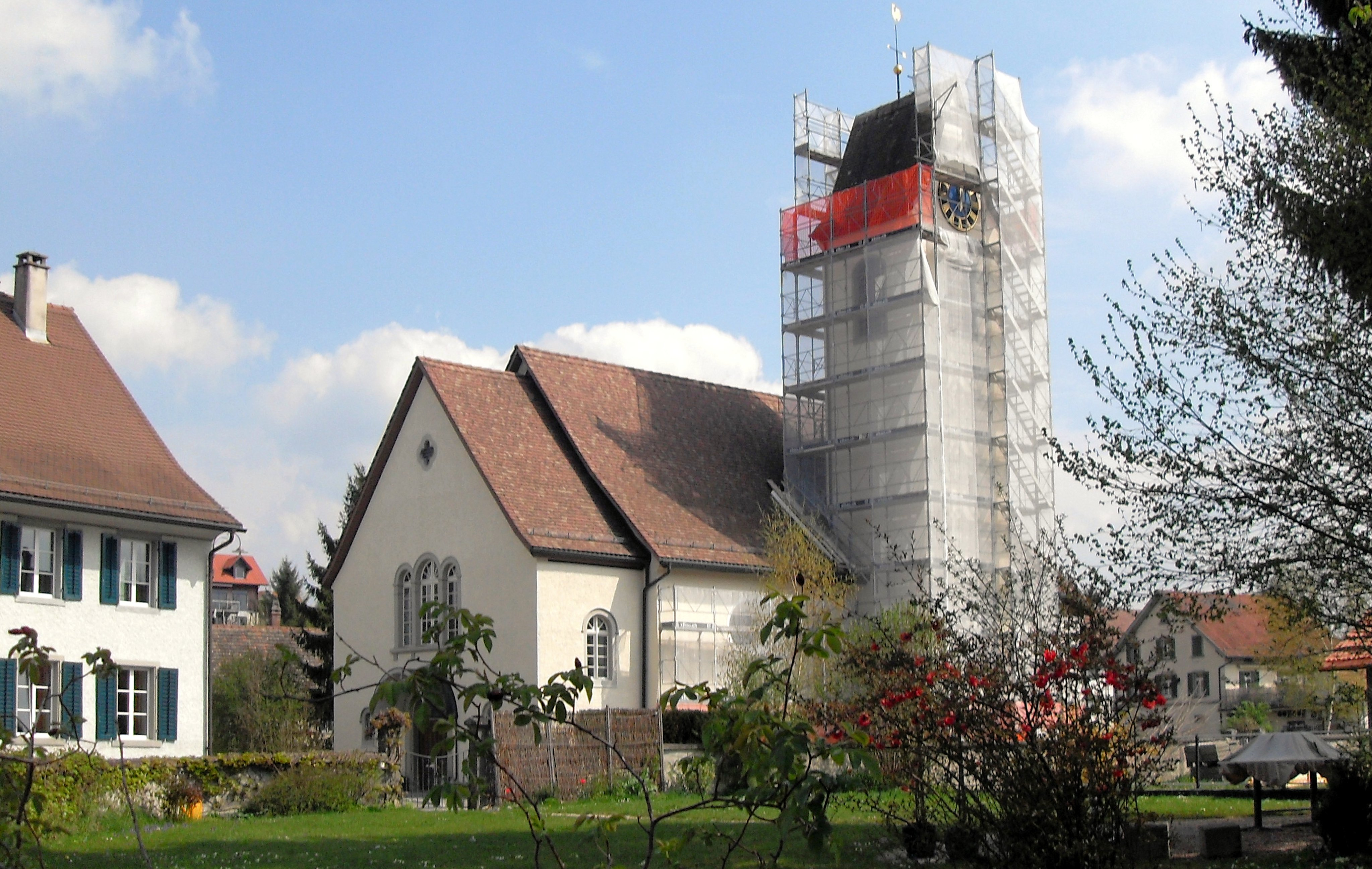